# Zotino Tall Tower Observation Facility

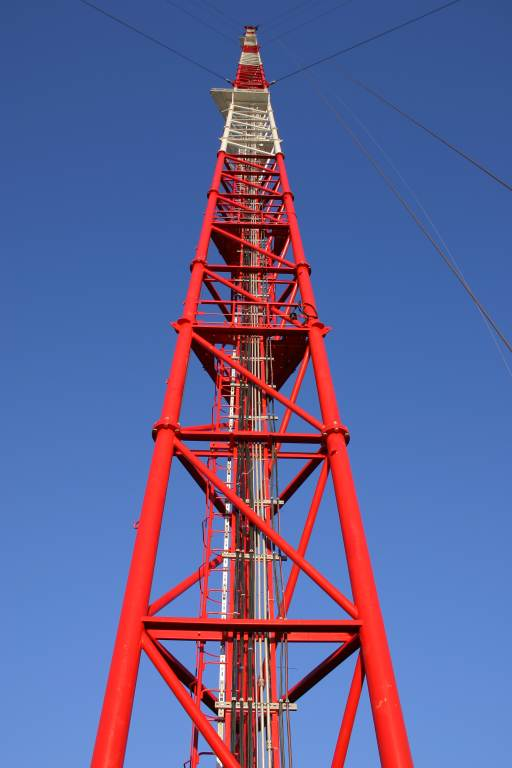
Zotino Tall Tower Observation Facility

Die Zotino Tall Tower Observation Facility ZOTTO
ist eine Klimaforschungsstation in der sibirischen Taiga in der Nähe von Sotino (Rajon Turuchansk der Region Krasnojarsk, englische Transkription Zotino). Errichtet und betrieben von der Max-Planck-Gesellschaft und russischen Partnern, dient sie insbesondere Langzeitstudien, die sich über die nächsten 30 Jahre erstrecken sollen. Fernab von zivilisatorischen Einflüssen wollen die Forscher unter anderem feststellen, wie sich die Konzentration von Treibhausgasen und die steigenden Temperaturen der Erdatmosphäre gegenseitig beeinflussen.
Das Herzstück der Anlage ist ein 304 m hoher Turm, auf dem Präzisionsinstrumente die Konzentration von Kohlendioxid, Methan und anderen Treibhausgasen messen. Die Auswertung der Messdaten findet direkt in der Station am Fuße des Turms sowie im Max-Planck-Institut für Biogeochemie in Jena statt.
Die Station ist seit September 2006 als Nachfolgeprojekt der TCOS-Siberia (Terrestrial Carbon Observing System - Siberia) in Betrieb, einem abgeschlossenen Projekt der Europäischen Union und der Russischen Föderation. Unter Federführung des  Max-Planck-Instituts für Biogeochemie in Jena kamen die Wissenschaftler aus sieben EU-Staaten und der Russischen Föderation zu dem Ergebnis, dass die borealen Wälder Sibiriens eine wesentlich geringere Kohlenstoffsenke darstellen als bislang angenommen.